# Elektrownia jądrowa Chapelcross
Elektrownia jądrowa Chapelcross – nieczynna brytyjska elektrownia jądrowa położona koło miejscowości Annan, w hrabstwie Dumfries and Galloway (wówczas Dumfriesshire), w Szkocji. Była drugą w kolejności uruchomioną elektrownią jądrową w Wielkiej Brytanii (pierwszą była elektrownia Calder Hall). Jej cztery reaktory typu Magnox pracowały w latach 1959-2004.

## Reaktory
| Nazwa bloku   | Typ reaktora    | Producent / Dostawca | Właściciel                        | Operator | Rozpoczęcie budowy | Stan krytyczny   | Włącz. do sieci  | Trwałe wyłączenie | Moc elektr. netto (MW) | Moc elektr. brutto (MW) | Moc termiczna (MW) |
| ------------- | --------------- | -------------------- | --------------------------------- | -------- | ------------------ | ---------------- | ---------------- | ----------------- | ---------------------- | ----------------------- | ------------------ |
| Chapelcross-1 | GCR typu Magnox | UKAEA                | Nuclear Decommissioning Authority |          | 10 stycznia 1955   | 11 września 1958 | 2 stycznia 1959  | 29 czerwca 2004   | 49                     | 60                      | 268                |
| Chapelcross-2 | GCR typu Magnox | UKAEA                | Nuclear Decommissioning Authority |          | 10 stycznia 1955   | 30 maja 1959     | 7 stycznia 1959  | 29 czerwca 2004   | 49                     | 60                      | 268                |
| Chapelcross-3 | GCR typu Magnox | UKAEA                | Nuclear Decommissioning Authority |          | 10 stycznia 1955   | 31 sierpnia 1959 | 11 stycznia 1959 | 29 czerwca 2004   | 49                     | 60                      | 268                |
| Chapelcross-4 | GCR typu Magnox | UKAEA                | Nuclear Decommissioning Authority |          | 10 stycznia 1955   | 22 grudnia 1959  | 1 stycznia 1960  | 29 czerwca 2004   | 49                     | 60                      | 268                |